# Conca hidrogràfica

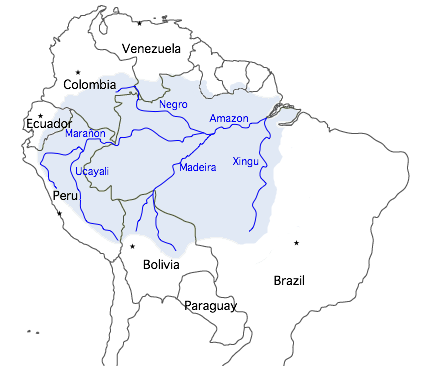
Mapa-esquema: Conca hidrogràfica del riu Amazones

Una conca hidrogràfica és una àrea de terreny drenada per un mateix riu o un mateix curs d'aigua i la seva xarxa d'afluents. Territori de les aigües del qual aflueixen a un mateix riu o llac. Una àrea més o menys extensa amb una altitud inferior a les formacions de relleu que l'envolten. Aplec dels vessants inclinats cap a un mateix curs d'aigua per on s'escolen les aigües, limitat per les línies divisòries d'aigües.
Una conca vessant és una zona geogràfica, més petita que la conca hidrogràfica, de recolliment d'aigua de pluja (impluvium) provinent de l'escolament o la infiltració per un curs d'aigua i els seus afluents, o per una massa d'aigua (estany, llac, maresma, mar).
S'entén per conca hidrogràfica tot el territori que vessa les seves aigües superficials i el seu aqüífer dins una mateixa conca, alimentant d'aquesta manera un riu principal que recorre aquesta conca i recull al seu pas les aportacions de qualsevol afluent.
Una conca hidrogràfica desaigua en un mar, en un llac o, en el cas de manca de sortida, les aigües es filtren al subsol o s'evaporen, formant-se el que hom anomena conques endorreiques. Constitueixen una conca hidrogràfica tots els rius i afluents que desemboquen al mateix riu o mar.

## Formació

Mapa-esquema del sistema endorreic: llacs Titicaca-Desaguadero-Poopó-Salar de Coipasa

Sovint la conca hidrogràfica es forma com a resultat de l'acció erosiva d'un riu i els seus afluents. Altres vegades, pot ser la conseqüència de l'enfonsament d'una falla.
Les conques es formen per l'acció dels agents geomorfològics (com l'erosió) o tectònics (com els terratrèmols). Es poden formar durant milers d'anys però també es poden modificar en poc temps.
Conques estructurals: es formen per activitat tectònica. Els processos naturals de meteorització i erosió també contribueixen a la formació de conques estructurals. A mesura que es desplacen les plaques tectòniques, les roques i altres materials del sòl de la conca són enfonsats cap avall, mentre que els materials dels laterals de la conca sobresurten cap amunt. Aquest procés s'allarga durant milers d'anys. Les conques estructurals coincideixen amb les regions seques. Hi ha conques estructurals que són endorreiques. Les conques endorreiques tenen sistemes de drenatge interns perquè no tenen prou aigua per drenar cap a un riu, un llac o un oceà. L'aigua que s'escola cap a aquest tipus de conques acaba evaporant-se o es filtra en el terra.

## Formes d'una conca

Esquema: conca hidrogàfica, xarxa de drenatge, divisòria, canal principal i afluents

Una conca és limitada per les divisòries hidrogràfiques, fàcils de traçar al marge de la circulació subterrània. La més petita expressió de conca d'ordre 1, és una cel·lula unitària drenada per un sol canal no ramificat que manté un escolament d'aigua estable i que seria visible en una fotografia aèria a escala 1:33.000 i que es mantingui malgrat les reptacions, els col·luvions del terreny i la vegetació envaïdora. Això es pot estendre a tota la conca d'ordre n (xarxa de drenatge) considerada com un sistema.
Una conca és una depressió o immersió a la superfície de la Terra. Les conques tenen forma de bol, amb els costats més enlairats que la part inferior. Poden ser de forma ovalada o circular, Els principals tipus de conques són les conques de drenatge fluvial, les conques estructurals i les conques oceàniques.

## Característiques d'una conca
Els factors que controlen la quantitat d'escolament en una conca hidrogràfica, depenent de les seves característiques i dels processos existents. Els factors o agents meteorològics tenen un paper molt important en l'escolament en una conca de drenatge

### Característiques físiques

#### Mida de la conca
Influeix en el temps de desplaçament de l'aigua. En una gran conca de drenatge, l'aigua triga molt a recórrer els afluents o a percolar el sòl per arribar al canal. Per contra, en una petita conca de drenatge en resultarà un temps menor.

#### Forma de conca

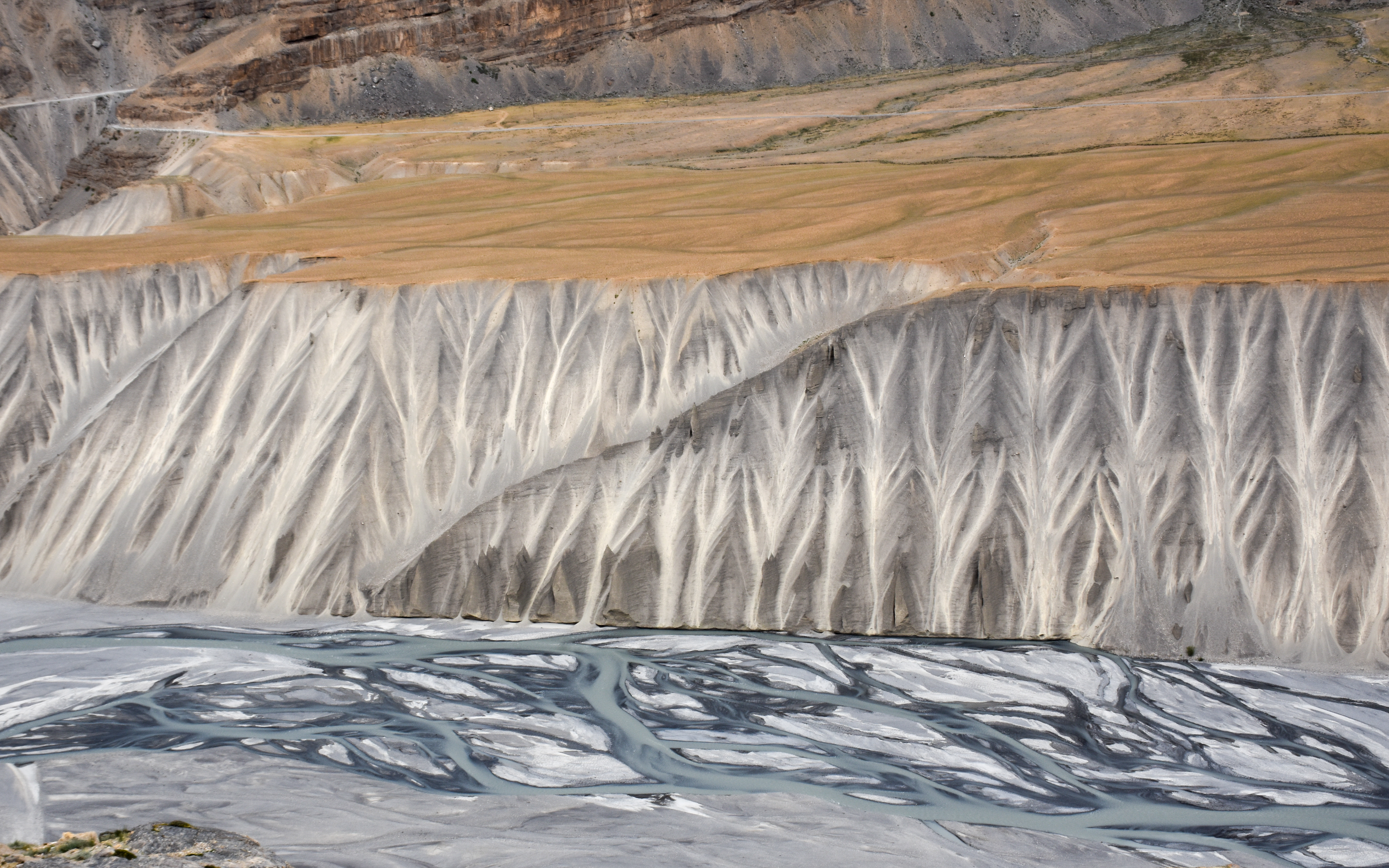
Vista des de la riba esquerra del riu Spiti en una estreta vall a uns 15 km de Kaza, Spiti, Himachal, Índia. El riu ha excavat un congost de 100 m de profunditat al llit del riu al fons de la vall.(juny 2018)

En les conques circulars tots els punts de la divisòria d'aigües són equidistants del canal principal i així l'aigua hi arribarà en un temps de retard més curt i amb una descàrrega màxima més alta. Les conques allargassades es caracteritzen per un temps de revinguda major i una baixada màxima del pic, ja que l'aigua drena des dels límits més alts i distants de la divisòria.

#### Elevació i pendent
En una vall fluvial de vessant amb fort pendent, la gravetat aporta velocitat a l'aigua en el seu descens cap a la llera del riu, mentre que en les valls amb pendent suau tendeixen a produir temps de revinguda més llargs i pics baixos.

#### Tipus de roca
Té una gran incidència en la taxa de drenatge d'una conca. La roca permeable facilita la percolació. La roca porosa (gres, guix) permet que l'aigua pugui percolar-se pels espais dels porus. La roca calcària permet que l'aigua circuli per les de juntes i escletxes de la roca. Els dos tipus de roca es caracteritzen per la manca de drenatge superficial i presenten altes taxes d'infiltració. Les roques més impermeables (granit, esquist, argila) restringineixen la percolació. Les conques on hi dominen aquests tipus de roques es caracteritzen per elevats índexs de flux per terra o d'escorrentia superficial.

#### Tipus de sòl
El tipus de sòl controla la velocitat d'infiltració, l'emmagatzematge d'humitat al sòl i la velocitat de flux. Els sòls sorrencs presenten altes taxes d'infiltració per causa dels espais d'aire o buits relativament grans entre les partícules del sòl, mentre que els sòls argilosos i els llims tenen espais i porus més petits que permeten un menor flux.

#### Densitat de drenatge
Es calcula mesurant la longitud total de les rieres i canals en una conca de drenatge i dividint-la per l'àrea o superfície de la conca. Les conques de drenatge caracteritzades per roca i sòls impermeables solen tenir una densitat de drenatge més elevada a causa de la manca d'infiltració i percolació. Per això l'aigua entra ràpidament en un canal i provoca un augment de la descàrrega. Per contra, les conques de drenatge amb tipus de sòl i roca permeable tendeixen a tenir una densitat de drenatge baixa.

### Factors meteorològics

#### Tipus de precipitació
La quantitat i la durada de la precipitació determinen la saturació del sòl. Els períodes llargs de precipitacions sovint fan que el sòl assoleixi la capacitat de camp (capacitat de saturació), cosa que impedeix la infiltració i condueix a taxes elevades d'escorrentia superficial. La neu pot actuar tant com a magatzem (intercepta l'aigua) i com a transvasament quan es fon. La quantitat de precipitació que arriba a la conca de drenatge també està condicionada per la cobertura vegetal. Una conca de drenatge coberta de vegetació densa experimentarà taxes elevades d'intercepció, captació d'arrels i evapotranspiració, i això reduirà la quantitat de descàrrega dins de la conca. Es creu que les selves tropicals intercepten fins al 80% de les precipitacions, mentre que les terres cultivades intercepten menys del 10% de les precipitacions.

#### Intensitat de les precipitacions
Les fortes precipitacions poden superar la capacitat d'infiltració del sòl, cosa que provoca un escolament superficial i un augment ràpid de la descàrrega.

#### Estat de saturació del sòl
Diverses setmanes o episodis de precipitacions intenses i prolongades faran que una conca de drenatge aconsegueixi la capacitat de saturació molt ràpidament després d'una tempesta. Això també pot conduir a un augment del nivell freàtic, augmentant encara més la probabilitat de superar la capacitat de saturació.

#### Taxes d'evapotranspiració
Les taxes d'evapotranspiració no són constants durant tot l'any a arreu del món. En latituds mitjanes, les altes temperatures als mesos d'estiu, augmenten les taxes d'evapotranspiració, reduint la descàrrega. Les baixes temperatures a l'hivern redueixen l'evapotranspiració alhora que la vegetació també experimenta taxes de creixement reduïdes i afavoreixen una menor captació per les arrels i una mínima intercepció.

### Factors humans

#### Urbanització
La urbanització redueix la infiltració a zero mitjançant l'ús de superfícies impermeables (asfaltat, formigó), i els desguassos i canalons transporten l'aigua ràpidament al canal del riu. Això redueix el temps de revinguda i s'incrementa la descàrrega. Els rius que flueixen per zones urbanitzades representen un alt risc d'inundació.

#### Desforestació
La desforestació redueix la intercepció, l'evapotranspiració i la coberta del sól. Això produeix un augment de les taxes d'infiltració i pot provocar que la capacitat de saturació s'assoleixi ràpidament. L'aigua de les precipitada es desplaçarà ràpidament pel flux superficial i pot provocar taxes elevades d'erosió del sòl i destruir els sistemes radicals.

#### Repoblament forestal
Es tracta de la plantació d'arbres (sovint com a mètode d'enginyeria suau per a la gestió d'inundacions). La reforestació té l'efecte d'augmentar les taxes d'intercepció i evapotranspiració. Això redueix la quantitat d'escolament a la conca de drenatge, tot i que els arbres poden trigar molts anys a créixer.

#### Extracció d'aigua
L'extracció d'aigua per a ús industrial o domèstic redueix la quantitat d'aigua a la conca de drenatge.
No és realista examinar qualsevol dels factors de manera aïllada, ja que tots estan relacionats. Per exemple, és possible un escenari continuat de fortes pluges en una conca de drenatge amb sòls sorrencs i suaus pendents després d'un estiu particularment sec, on la capa freàtica ha caigut a mínims. En aquest cas, el terreny pot allunyar-se de la saturació durant moltes setmanes i una intensa tempesta aïllada possiblement no produirà torrentades de flux superficial i inundacions.

## Balanç hídric d'una conca

Cicle de l'aigua superficial. Esquema conceptual d'hidrologia a la superfície, que mostra processos d'evapotranspiració, evaporació, transpiració, escorrentia i recàrrega

- Les conques hidrogràfiques són la principal unitat hidrològica considerada en geomorfologia fluvial. Una conca de drenatge és un flux d'aigua i sediments que es mou des d'una elevació mentre remodela les formes del canal. Seguint la topografia, les divisòries de drenatge (orografia, relleu) separen l'aigua que desemboca en una conca. Una conca integra les diverses activitats hidrològiques que es produeixen espacialment dins del seu domini. Les característiques del flux és el resultat combinat dels diversos processos hidrològics que es produeixen en una conca.[7]
- L'anàlisi del balanç hídric de la conca proporciona informació sobre la quantitat d'aigua que es guanya i es perd en termes quantitatius. El sistema fluvial té entrades, sortides i emmagatzemament. Els sistemes fluvials són sistemes oberts i els materials s'intercanvien amb l'entorn que els envolta. En sistemes tancats, només s'intercanvia energia.
- Entrades: les principals aportacions al sistema són l'aigua i els sediments derivats de la degradació de les roques subjacents. Les aportacions addicionals inclouen material biològic i soluts derivats d'aportacions atmosfèriques, meteorització de la roca i degradació de material orgànic. La major part de l'energia necessària per mantenir el sistema la proporcionen els processos atmosfèrics a través de les precipitacions sobre la conca de drenatge. La gravetat fa que l'aigua crei un flux d'energia a través del sistema. Aquesta energia s'allibera traslladant aigua i sediments per les lleres dels rius.
- Sortides: l'aigua i els sediments es mouen a través del sistema fins a la sortida de la conca de drenatge, on es troba el material abocat a l'oceà. No tots els rius arriben a l'oceà; alguns desemboquen en llacs i mars interiors, mentre que d'altres, com el riu Okavango a Botswana, s'assequen abans d'arribar a l'oceà. Això reflecteix una altra sortida important dels sistemes fluvials: la pèrdua d 'aigua per evaporació a l'ambient.
- L'aigua entra en una conca a partir de la precipitació (P) i en surt per evapotranspiració (EVT) i descàrrega fluvial (correntia). Al llarg d'un any hidrològic, una conca no es torna ni més seca ni més humida, sinó que conserva aproximadament el mateix contingut d'aigua, és a dir, en surt tanta com n'entra, idea que simplifica l'equació del balanç hídric P = correntia + EVT. Afegint-hi la variable de l'emmagatzemament temporal o aigua que es dirigeix cap al riu, l'equació seria: P = correntia + EVT ± balanç d'emmagatzemament.[8]

## Conques hidrogràfiques oceàniques

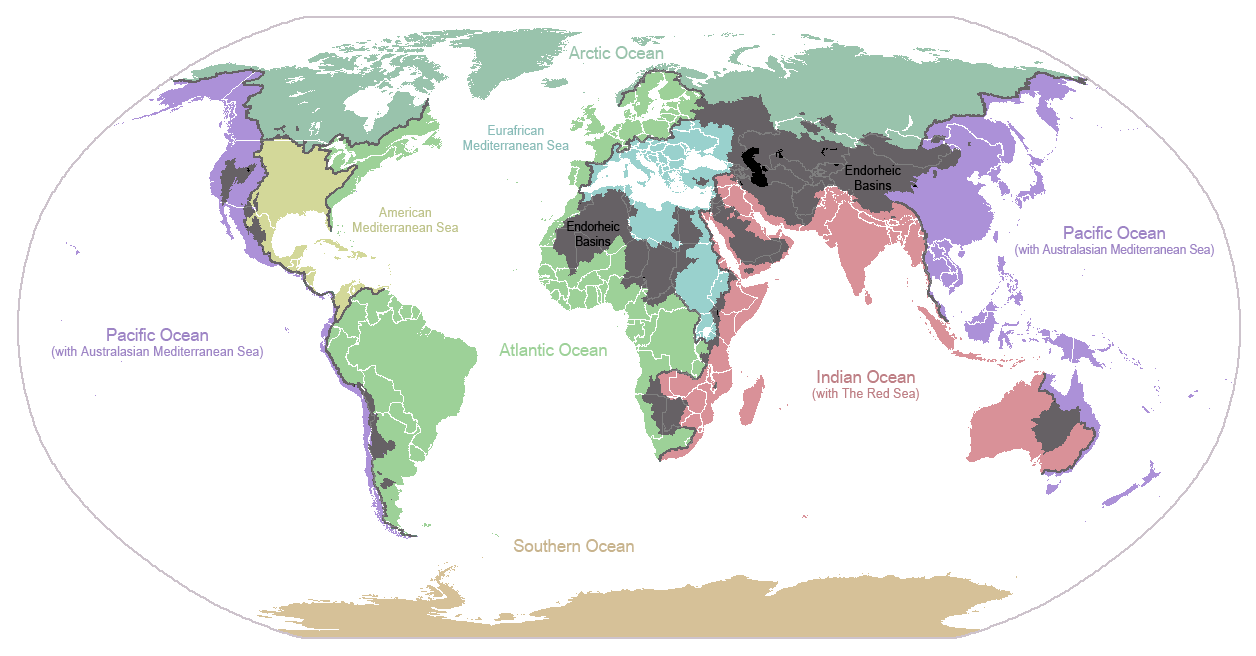
Conques hidrogràfiques oceàniques

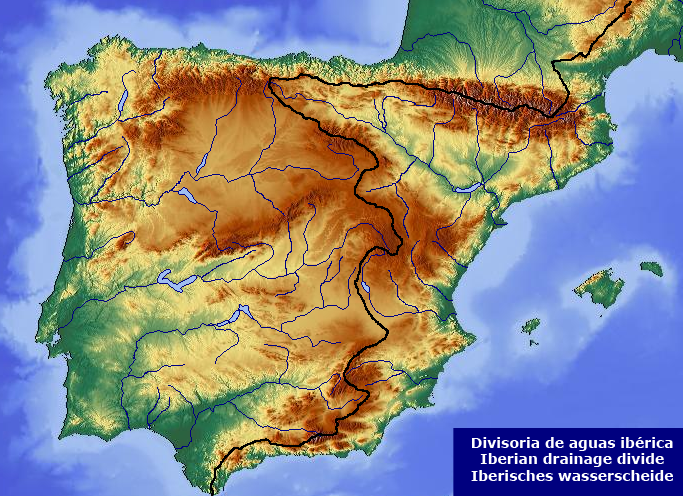
Mapa físic. Divisòria ibèrica a les conques Atlàntica i Mediterrània

- Conques formades per les terres que aboquen les seves aigües directament o indirecta a un mateix mar o oceà.[9] Les conques oceàniques són les depressions més grans de la Terra. Les vores dels continents, anomenades plataformes continentals, formen els costats de les conques oceàniques.
- Hi ha cinc grans conques oceàniques, que es corresponen amb els principals oceans del món: la conca del Pacífic, la conca atlàntica, la conca Índica, la conca àrtica i la conca Sud.
- L'activitat tectònica canvia constantment les conques oceàniques. L'extensió i la subducció del fons marí són producte de l'activitat tectònica.
- La conca del Pacífic és la més gran del món. Ocupa més de 155 milions de quilòmetres quadrats, una superfície on hi cabrien tots els continents. També és la conca més antiga. Recerques realitzades apunten que les seves roques tenen una antiguitat de 200 milions d'anys. La conca del Pacífic està parcialment envoltada per l'Anell de Foc, una zona d'intensa activitat tectònica que pateix molts terratrèmols i erupcions volcàniques.[10]

## Conques internacionals
Un estudi actual (2019) defineix 310 conques fluvials internacionals, Aquestes conques són compartides per 150 països i zones en disputa, cobreixen el 47,1% de la superfície terrestre i inclouen el 52% de la població mundial.
A mesura que la qualitat de l'aigua es degrada o la quantitat disponible ha de satisfer cada vegada majors demandes, la competència entre els usuaris de l'aigua s'intensifica. En cap lloc aquesta situació és més desestabilitzadora que a les conques dels rius que travessen fronteres polítiques.
En els últims 150 anys només s'han produït 37 conflictes greus on hi ha hagut esclats de violència, en comparació amb els 150 tractats que s'han signat. De fet, la història dels tractats internacionals sobre l'aigua es remunta a 2500 AC, quan les dues ciutats-estat de Lagash i Umma, a Sumèria, van establir un acord per posar fi a un conflicte sobre l'aigua al llarg del riu Tigris. Aquest pot considerar-se el primer tractat de la història. Des de llavors, el conjunt de tractats sobre l'aigua que s'han establert és considerable. Segons l'Organització de les Nacions Unides per a l'Agricultura i l'Alimentació, des de l'any 85 de la nostra era s'han redactat més de 3.600 tractats relacionats amb recursos hídrics internacionals. La majoria d'ells es relaciona amb la navegació i la demarcació de límits. El contingut central de les negociacions i de l'establiment de tractats en l'últim segle ha passat de la navegació a la utilització, el desenvolupament, la protecció i la conservació dels recursos hídrics.